# Klaus Körner (Autor, 1939)
Klaus Körner (* 1939 in Danzig) ist ein deutscher Autor mit Beiträgen zur Verlagsgeschichte, Geschichte und politischen Kultur der Bundesrepublik Deutschland.

## Leben
Klaus Körner studierte Rechtswissenschaft und Politikwissenschaft an der Freien Universität Berlin, in Bonn und Kiel. 1965 absolvierte er die erste und 1969 die große juristische Staatsprüfung. Anschließend war er als Assistent am Institut für Politische Wissenschaft an der Universität Hamburg tätig. Seit 1976 arbeitet er als freier Autor für Zeitgeschichte. Er war Mitarbeiter im Ressort Zeitgeschichte des Stern, an mehreren Geschichtsbüchern des Bertelsmann Verlages und an Fernsehserien des NDR. Außerdem beteiligt er sich an zeitgeschichtlichen Ausstellungen und hält Vorträge. Seit 1988 publiziert er vorwiegend Werke zur jüngeren deutschen Geschichte, Verlagsgeschichte, Journalisten- und Politiker-Biografien und Propaganda im Kalten Krieg.

## Veröffentlichungen (Auswahl)

### Monografien
- "Wir zwei betreiben ein Compagniegeschäft": Karl Marx und Friedrich Engels – eine außergewöhnliche Freundschaft. Hamburg 2009, ISBN 978-3-89458-264-7.
- Karl Marx — Biografie. dtv, München 2008, ISBN 978-3-423-31089-5.
- Karl-Marx-Lesebuch. Als Herausgeber, dtv, München 2008, ISBN 978-3-423-34464-7.
- Wie aus Tätern Opfer wurden: Zur Geschichtspolitik der Berliner Republik. Hamburg 2005, ISBN 3-89458-240-5.
- Die rote Gefahr. Antikommunistische Propaganda in der Bundesrepublik von 1950 bis 2000. konkret-Literatur-Verlag Hamburg 2003, ISBN 3-89458-215-4. (Rezension von Bernd Stöver in der Fachinformation für Historiker H-Soz-Kult.[1])
- Reden in Zeiten des Kriegs – Winston Churchill. Ausgew., eingel. und erl. von Klaus Körner. Europa Verlag, Hamburg/Wien 2002, ISBN 3-203-76021-5
- "Der Antrag ist abzulehnen": 14 Vorwände gegen die Entschädigung von Zwangsarbeitern; eine deutsche Skandalgeschichte 1945 - 2000. Konkret-Literatur-Verlag, Hamburg 2001, ISBN 3-89458-205-7
- Mit Lizenz. Geschichte der Europäischen Verlagsanstalt 1946–1996. Mit den Autoren Kurt Groenewold, Irmgard Heydorn und Klaus Körner. Eingeleitet, mit einem Anhang versehen und herausgegeben von Sabine Groenewold. Europäische Verlagsanstalt, Hamburg 1996, ISBN 978-3-434-50095-7.
- als wissenschaftlicher Mitarbeiter: Peter Koch: Konrad Adenauer. Eine politische Biographie. Reinbek 1988, ISBN 3-499-12395-9.
- als wissenschaftlicher Mitarbeiter: Peter Koch: Willy Brandt. Eine politische Biographie. Ullstein Verlag, 1988, ISBN 3-550-07493-X.
- als Dokumentar: Oskar Lafontaine: Angst vor den Freunden. Die Atomwaffenstrategie d. Supermächte zerstört die Bündnisse. Rowohlt, Reinbek bei Hamburg 1983, ISBN 978-3-499-33046-9.

### Beiträge
Zahlreiche buchwissenschaftliche Beiträge über Verlagsgeschichte zwischen Nationalsozialismus und Bundesrepublik erschienen i. d. R. im Börsenblatt für den Deutschen Buchhandel z. B.:
- Eberhard Taubert und der Nibelungen-Verlag. In: Berlinische Monatsschrift (Luisenstädtischer Bildungsverein). Heft 12, 1997, ISSN 0944-5560, S. 44–52 (luise-berlin.de – über Eberhard Taubert und die Antikomintern).
- Der Trikont Verlag und das ›Archiv 451‹. In „Aus dem Antiquariat“ (ADA), Beilage zum Börsenblatt des Deutschen Buchhandels. 2/2004, S. 101–107.
- ›Verlorene Siege‹ (I): Der Junker und Dünnhaupt Verlag 1927–1945.  ADA, 2002, S. 130–141.